# Martin Maroši
Martin Maroši (* 23. března 1988, Bratislava) je slovenský fotbalista, záložník a rodák z Bratislavy, který momentálně působí v týmu FK Fotbal Třinec s kterým podepsal 4letou smlouvu. Nejvyšší slovenskou fotbalovou soutěž si poprvé zahrál v ročníku 2006/07 v drese klubu FC Artmedia Petržalka do kterého přestoupil jako talentovaný mladík z dorostu klubu FK Inter Bratislava. Svůj první start v evropských pohárech prožil v Bělorusku, kdy nastoupil v poháru UEFA proti týmu FK Dinamo Minsk.
První angažmá v ČR získal na začátku roku 2010 v Třinci. O rok později odešel na hostování do Zbrojovky Brno, ale po skončení ročníku se zase vrátil, aniž by zasáhl do prvoligového zápasu (hrál za rezervu MSFL). Od sezony 2012/13 působí v nižší rakouské soutěži v klubu SC/ESV Parndorf.

## Úspěchy
- pravidelná účast v reprezentaci Slovenska v dorosteneckých kategoriích